# Acatisia
L'acatisia è una sindrome psicomotoria che si manifesta con l'impossibilità di stare fermi, seduti, causa irrequietezza, ansietà, parestesia e agitazione, comportando una volontà di muoversi continuamente. La condizione rimane soggettiva diventando solo una sensazione.
I farmaci antipsicotici di prima generazione sono una delle cause principali. Altri agenti comunemente responsabili di questo effetto collaterale possono includere anche inibitori selettivi della ricaptazione della serotonina, metoclopramide e reserpina, sebbene qualsiasi farmaco che elenchi l'agitazione come effetto collaterale possa scatenarlo. Può verificarsi anche dopo l'interruzione degli antipsicotici. Si ritiene che il meccanismo sottostante coinvolga la dopamina. Quando gli antidepressivi sono la causa, non c'è accordo sulla distinzione tra sindrome da attivazione e acatisia. L'acatisia è spesso inclusa come componente della sindrome da attivazione. Tuttavia, i due fenomeni non sono gli stessi poiché il primo, ovvero l'acatisia indotta da antipsicotici, suggerisce un meccanismo neurorecettore noto (ad esempio, blocco del recettore della dopamina). La diagnosi si basa sui sintomi. È diversa dalla sindrome delle gambe senza riposo in quanto l'acatisia non è associata al sonno. Tuttavia, nonostante la mancanza di un'associazione storica tra la sindrome delle gambe senza riposo e l'acatisia, ciò non garantisce che le due condizioni non condividano sintomi nei singoli casi.
Se l'acatisia è causata da un antipsicotico il trattamento può includere il passaggio a un antipsicotico con un rischio inferiore di sviluppare la condizione. L'antidepressivo mirtazapina, sebbene paradossalmente associato allo sviluppo di acatisia in alcuni individui, ha dimostrato benefici, così come la difenidramina, la trazodone, la benzatropina, la ciproeptadina e i beta-bloccanti, in particolare il propranololo.

## Storia
Il termine fu utilizzato per la prima volta dal neuropsichiatra ceco Ladislav Haškovec, che descrisse il fenomeno in una presentazione non indotta da farmaci nel 1901.
Nel 1954 sono comparsi resoconti di acatisia indotta da farmaci a base di clorpromazina. Successivamente, nel 1960, sono stati segnalati casi di acatisia in risposta alle fenotiazine (un farmaco correlato). L'acatisia è classificata come un effetto collaterale extrapiramidale insieme ad altri disturbi del movimento che possono essere causati dagli antipsicotici.
Nell'Unione Sovietica i farmaci che inducono acatisia venivano presumibilmente utilizzati come forma di tortura. L'aloperidolo, un farmaco antipsicotico, veniva utilizzato per indurre intensa irrequietezza e sintomi simili al Parkinson nei prigionieri.
Nel 2020 allo psicologo clinico e professore di psicologia Jordan Peterson è stata diagnosticata l'acatisia dopo essere stato curato per insonnia e depressione con benzodiazepine, associate a un disturbo autoimmune, e successivamente curato in Russia.

## Classificazione
L'acatisia è solitamente classificata come un disturbo del movimento indotto da farmaci. Può anche essere considerata un problema neuropsichiatrico, poiché può essere sperimentata puramente e soggettivamente senza apparenti anomalie del movimento. L'acatisia è generalmente associata agli antipsicotici, ma è stata precedentemente descritta nel Parkinson e in altri disturbi neuropsichiatrici. Può anche presentarsi con l'uso di farmaci non psichiatrici, inclusi bloccanti dei canali del calcio, antibiotici, farmaci antinausea e antivertigini.

## Descrizione

### Segni e sintomi
I sintomi dell'acatisia sono spesso descritti in termini vaghi, come sentirsi nervosi, a disagio, ansiosi, tesi, irrequieti e incapaci di rilassarsi. I sintomi segnalati includono anche insonnia, senso di disagio, irrequietezza motoria e panico. Si dice anche che i sintomi assomiglino ai sintomi del dolore neuropatico, simili alla fibromialgia e alla sindrome delle gambe senza riposo. Quando causata da farmaci psichiatrici, l'acatisia di solito scompare rapidamente una volta che il farmaco viene ridotto o interrotto. Tuttavia, l'acatisia a esordio tardivo, o acatisia tardiva, può persistere per mesi o anni dopo l'interruzione del farmaco.
Quando si verifica una diagnosi errata nell'acatisia indotta da antipsicotici, possono essere prescritti più antipsicotici, peggiorando potenzialmente i sintomi. Se non identificati, i sintomi dell'acatisia possono rivelarsi ancora peggiori e portare a gravi conseguenze, come pensieri suicidi, aggressività e violenza.
I segni visibili di acatisia includono movimenti ripetitivi, come incrociare e disaccarrare le gambe e il continuo spostamento da un piede all'altro. Altri segni noti includono dondolarsi avanti e indietro, irrequietezza e camminare avanti e indietro. Tuttavia, non tutti i movimenti irrequieti osservabili sono acatistici. Ad esempio, mentre la mania, la depressione agitata e il disturbo da deficit di attenzione e iperattività possono presentarsi come acatisia, con i movimenti derivanti che sembrano volontari piuttosto che essere dovuti a irrequietezza.
Jack Henry Abbott, a cui fu diagnosticata l'acatisia, descrisse la sensazione nel 1981 come: "Senti dolore e irrequietezza, quindi senti di dover camminare, camminare avanti e indietro. E poi, non appena inizi a camminare avanti e indietro, ti accade il contrario; devi sederti e riposare. Vai avanti e indietro, su e giù... non riesci a trovare sollievo..."

## Cause
L'acatisia indotta da farmaci è definita acatisia acuta ed è frequentemente associata all'uso di antipsicotici. Gli antipsicotici bloccano i recettori della dopamina, ma la fisiopatologia è poco compresa. Ciononostante, i farmaci con effetti terapeutici efficaci nel trattamento dell'acatisia indotta da farmaci hanno fornito ulteriori informazioni sul coinvolgimento di altri sistemi di trasmissione. Questi includono benzodiazepine, bloccanti β-adrenergici e antagonisti della serotonina. Un'altra causa importante della sindrome è l'astinenza osservata negli individui tossicodipendenti.
L'acatisia comporta livelli aumentati del neurotrasmettitore noradrenalina, che è associato a meccanismi che regolano l'aggressività, la vigilanza e l'eccitazione. È stata correlata al Parkinson e alle sindromi correlate, con descrizioni di acatisia precedenti all'esistenza di agenti farmacologici.
L'acatisia può essere codificata erroneamente nei rapporti sugli effetti collaterali degli studi clinici sugli antidepressivi come "agitazione, labilità emotiva e ipercinesia (iperattività)"; si è verificata una diagnosi errata di acatisia come semplice irrequietezza motoria, ma è stata più propriamente classificata come discinesia.

### Altre cause
Altre cause possibili sono varie sindromi (insieme di sintomi con eziologia spesso non chiara) di livello ansioso o neurologico:
- Sindrome delle gambe senza riposo: si manifesta con impossibilità a stare seduti, bisogno imperioso e incessante di camminare o di accavallare continuamente le gambe. Secondo un recente studio statunitense pare vi sia una alterazione genetica alla base.

## Eziologia
Le cause che comportano tale fenomeno sono quasi esclusivamente di tipo farmacologico (90%) ma alcune patologie causano lo stesso disturbo.

### Cause farmacologiche
Il disturbo motorio può essere un effetto secondario di alcuni psicofarmaci (in particolare neurolettici e antipsicotici), tra cui alcuni di quelli utilizzati nella cura del Parkinson o nella terapia del vomito (metoclopramide). Studi hanno dimostrato che quasi la totalità dei casi di acatisia si rilevino a causa dei neurolettici durante i primi mesi dall'inizio del trattamento. Per quanto riguarda la malattia di Parkinson, l'incidenza varia fino al 50% dei casi.
Anche alcuni farmaci oppioidi caratterizzati dal loro meccanismo d'azione (tramadolo e tapentadolo) possono dare questo tipo di disturbo che rientra nella categoria della sindrome serotoninergica.

## Diagnosi
La presenza e la gravità dell'acatisia possono essere misurate utilizzando la scala di acatisia di Barnes, che valuta sia criteri oggettivi che soggettivi. Una valutazione precisa dell'acatisia è problematica, poiché ne esistono vari tipi che rendono difficile differenziarla da disturbi con sintomi simili.
Le principali caratteristiche distintive dell'acatisia rispetto ad altre sindromi sono principalmente caratteristiche soggettive, come la sensazione di irrequietezza e tensione interiore. L'acatisia può essere comunemente scambiata per agitazione secondaria a sintomi psicotici o disturbi dell'umore, disforia antipsicotica, sindrome delle gambe senza riposo, ansia, insonnia, stati di astinenza da farmaci, discinesia tardiva o altre condizioni neurologiche e mediche.
A volte viene data la diagnosi controversa di "pseudoacatisia".

## Trattamento
L'acatisia acuta indotta da farmaci, spesso antipsicotici, viene trattata riducendo o interrompendo il farmaco. Basse dosi dell'antidepressivo mirtazapina possono essere di aiuto. Il biperiden, un antidoto antipsicotico, comunemente usato per migliorare gli effetti collaterali extrapiramidali acuti correlati alla terapia farmacologica antipsicotica, è anche usato per trattare l'acatisia. Le benzodiazepine, come il lorazepam, i beta-bloccanti come il propranololo, gli anticolinergici come la benzotropina e gli antagonisti della serotonina come la ciproeptadina possono anche essere di aiuto nel trattamento dell'acatisia acuta ma sono molto meno efficaci per il trattamento dell'acatisia cronica. La vitamina B e l'integrazione di ferro, se carente, possono essere di aiuto. Sebbene a volte vengano utilizzati per trattare l'acatisia, le benzodiazepine e gli antidepressivi possono in realtà causarla.

## Epidemiologia
Circa uno su quattro individui trattati con antipsicotici di prima generazione sviluppa acatisia. I tassi di prevalenza potrebbero essere inferiori per il trattamento moderno poiché gli antipsicotici di seconda generazione comportano un rischio inferiore di acatisia. Nel 2015 uno studio francese ha rilevato un tasso di prevalenza complessivo del 18,5% in un campione di pazienti ambulatoriali con schizofrenia.